# Jean-Paul Marat
Jean-Paul Marat (Boudry, Suiza, 24 de mayo de 1743-París, 13 de julio de 1793) fue un científico y médico francés que realizó gran parte de su carrera en Gran Bretaña, pero sobresale y es más conocido como periodista y político durante la Revolución Francesa. Se le identificó con el ala izquierdista de la Revolución, los jacobinos, y su apasionada defensa del Terror le llevó a ser asesinado por Charlotte Corday, una joven girondina.

## Científico y médico
Jean-Paul Marat nació el 24 de mayo de 1743 en Boudry, una localidad en el principado de Neuchâtel, posesión del rey de Prusia aunque afiliada a la antigua Confederación Suiza. Fue el hijo mayor de Jean Marat (Giovanni Mara), nativo de Cagliari (Cerdeña), y Louise Cabriol, de Ginebra; ambos eran protestantes. Su apellido original era Mara, pero posteriormente lo afrancesó agregándole una «t» final. Tras la muerte de su madre en 1759, Marat inició sus viajes y pasó dos años en Burdeos, estudiando medicina. Finalmente se asentó en París, donde hizo uso del conocimiento que poseía sobre sus dos ciencias favoritas, la óptica y la electricidad, para curar enfermedades oculares. Tras algunos años en París se trasladó a los Países Bajos, y posteriormente a Londres, donde ejerció su profesión.
Su primera obra publicada, escrita en inglés y más tarde traducida y publicada en francés, su idioma nativo, fue Philosophical Essay on Man (Ensayo filosófico sobre el hombre, 1773), donde demostraba atesorar un extenso conocimiento de los filósofos ingleses, franceses, alemanes, italianos y españoles. El ensayo ataca directamente a Claude-Adrien Helvétius, quien, en su ensayo De l'esprit (Sobre el espíritu), declaraba que el conocimiento de la ciencia era innecesario para un filósofo. Marat opinaba que solo la fisiología podía solucionar los problemas de conexión entre el cuerpo y el alma. El duro ataque de Voltaire al Essay, tras la impresión en Ámsterdam de la versión francesa en 1775, solo sirvió para hacer más famoso al joven autor.
En 1774 publicó The Chains of Slavery (Las cadenas de la esclavitud), instando a los distritos electorales a rechazar a los amigos del Rey de Inglaterra como candidatos al Parlamento.
Un ensayo de 1775 sobre la gonorrea le proporcionó el reconocimiento como doctor en medicina por la Universidad de Saint Andrews. Tras volver a Londres publicó Enquiry into the Nature, Cause and Cure of a Singular Disease of the Eyes (Investigación sobre la naturaleza, causa y cura de una enfermedad ocular singular).
Rápidamente, Marat llegó a ser muy popular entre la aristocracia como médico de la corte, e incluso Jacques Pierre Brissot, en sus Memorias, admite su influencia en el mundo científico de París. Continuó con sus investigaciones médicas, centrándose en el calor, la luz y la electricidad, sobre los que presentó memorias en la Academia de Ciencias Francesa, aunque no consiguió ser aceptado como miembro, pues los académicos estaban horrorizados por su osadía al disentir de Isaac Newton. Sus experimentos interesaron sobremanera a Benjamin Franklin, quien solía visitarle, y Goethe siempre consideró el rechazo de la academia como una clara muestra de despotismo científico.
En 1780 publicó en Neuchâtel un Plan de législation criminelle (Plan de legislación criminal), fundamentado en los principios del marqués de Beccaria. En abril de 1786 dimitió de su trabajo en la corte y, tras unos pocos años, completó una nueva traducción de Opticks, de Newton (1787), y su libro Mémoires académiques, ou nouvelles découvertes sur la lumière (1788) (Memorias académicas, o nuevos descubrimientos sobre la luz).

## Abogado de la Revolución
En las vísperas de la Revolución francesa, Marat dejó completamente a un lado su carrera como científico y filósofo. Cuando en 1788 el Parlamento de París y otros notables aconsejaron la reunión de los Estados Generales por primera vez en casi ciento cincuenta años, Marat decidió dedicarse enteramente a la política. Su panfleto Offrande à la patrie (Ofrenda a la patria) se centró en los mismos puntos que el famoso Qu'est-ce que le Tiers État ? (¿Qué es el Tercer Estado?) del Abbé Sieyès.
Tras la reunión de los Estados Generales, Marat publicó un suplemento a la Offrande, fechado en junio de 1789, seguido en julio por La Constitution (La constitución) y en septiembre por Tableau des vices de la constitution d'Angleterre (Cuadro de los vicios de la constitución de Inglaterra), con el objetivo de influir sobre la estructura de una constitución para Francia. Este último escrito fue presentado a la Asamblea Nacional Constituyente y era una disensión antioligárquica para enfrentarse a la anglomanía que dominaba la Asamblea.
En septiembre de 1789, Marat inició su propio periódico, llamado al principio Moniteur patriote (Monitor patriótico), cambiado cuatro días después a Publiciste parisien (Divulgador parisino), y llamado finalmente L'Ami du peuple (El amigo del pueblo). Desde esta posición, expresaba sus sospechas sobre todos los que ocupaban el poder, a los que llamaba «enemigos del pueblo». Aunque Marat nunca se unió a una facción específica durante la revolución, condenó a varios grupos desde L'Ami du peuple, e informaba de sus supuestas deslealtades (hasta que se demostraba su culpabilidad o inocencia). Tales declaraciones le ganaron el sobrenombre de La ira del pueblo.
Marat atacaba a menudo a los grupos más poderosos o influyentes de Francia, incluyendo al Cuerpo Municipal, la Asamblea constituyente, los ministros o la corte del Châtelet. Esta manera de proceder dio como resultado su encarcelamiento desde el 8 de octubre al 5 de noviembre de 1789.
En enero de 1790 se le intentó arrestar de nuevo por su agresiva campaña contra el marqués de La Fayette, aunque huyó a Londres, donde escribió Denonciation contre Necker (Denuncia contra Jacques Necker, ministro del rey Luis XVI). Volvió a París en mayo para continuar la publicación de L'Ami du peuple, atacando a muchos de los ciudadanos más poderosos de Francia. Temiendo las represalias, Marat se vio forzado a esconderse en las catacumbas de París. En esa época contrajo una enfermedad crónica de la piel, presumiblemente dermatitis seborreica. Entre sus aliados de aquella época se encontraba Simone Évrard.
Marat, ferviente partidario de la abolición de la monarquía borbónica, atacó posteriormente a los líderes revolucionarios más moderados. En julio de 1790, escribió: «Quinientas o seiscientas cabezas cortadas habrían asegurado tu descanso, libertad y felicidad. Una humanidad falsa ha sostenido tus brazos y ha suspendido tus soplos; debido a esto, millones de tus hermanos perderán sus vidas».

## Insurrección
Marat depositó sus esperanzas en la Asamblea constituyente, pero perdió la fe en las acciones de la Asamblea legislativa. En diciembre de 1791, huyó de nuevo a Londres, donde escribió su libro École du citoyen (Escuela del ciudadano). En abril de 1792 volvió a París, tras ser llamado por el Club de los Cordeliers, que le dieron una base política sobre la que trabajar.
Durante este periodo, Marat fue criticado con frecuencia, así que tuvo que esconderse hasta la insurrección del 10 de agosto, cuando el Palacio de las Tullerías fue sitiado y la familia real fue protegida con la Asamblea legislativa. Esto provocó que Carlos Guillermo Fernando, duque de Brunswick, llamara al aplastamiento de la Revolución, lo que sirvió para inflamar los sentimientos en París.
Posteriormente, Marat tomó su asiento en la Comuna de París (1792), y solicitó que se juzgara a los monárquicos encarcelados. Al no realizarse ningún juicio, apoyó las masacres de septiembre, en las que cientos de prisioneros políticos fueron asesinados, y estableció el Comité de Vigilancia, cuyo papel declarado era eliminar de raíz a los contrarrevolucionarios. 

## Convención Nacional

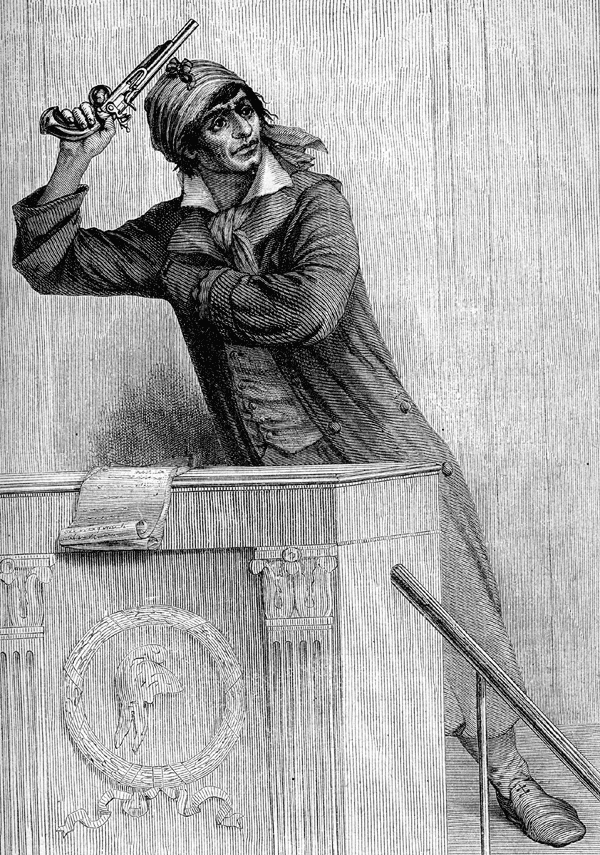
Jean-Paul Marat, en un grabado de E. Viollat.

Aunque aún no estaba afiliado a ningún partido, Marat fue elegido para representar al pueblo francés en la Convención Nacional en septiembre de 1792. Cuando Francia fue declarada una república, el 22 de septiembre, Marat dejó de publicar L'Ami du peuple y, tres días más tarde, empezó el Journal de la République française (Diario de la República francesa). Muy en línea con L'Ami du peuple, criticaba a muchas de las figuras políticas de Francia, e hizo de Marat alguien muy impopular entre sus compañeros de la Convención.
Su postura durante el juicio del depuesto rey Luis XVI fue también sorprendente. Declaró que era injusto acusar al monarca de cualquier cosa anterior a su aceptación de la Constitución, y aunque solicitó implacablemente la ejecución del rey por el bien del pueblo, no permitió que Malesherbes, consejero del rey, fuera atacado desde su periódico, llamándolo «sage et respectable vieillard» («anciano sabio y respetable»).
El 21 de enero de 1793 el rey Luis fue guillotinado, lo que generó gran controversia política; de enero a mayo de ese año, Marat luchó agriamente con los girondinos moderados, asegurando que eran enemigos encubiertos del republicanismo, y llevó a su público a una violenta confrontación con ellos. Los girondinos ganaron cuando la Convención ordenó que Marat fuera juzgado ante el Tribunal Revolucionario. Sin embargo, Marat fue absuelto y devuelto a la Convención con un renovado apoyo popular.

## Muerte

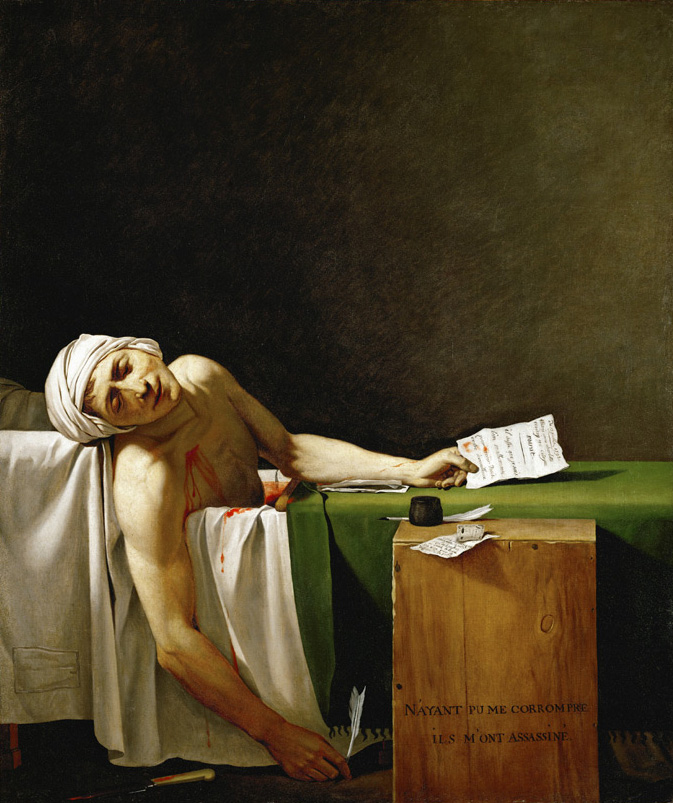
La muerte de Marat, por Jacques-Louis David (1793).

La caída de los girondinos el 31 de mayo, provocada por las acciones de François Hanriot, se convirtió en uno de los últimos logros de Marat. Su enfermedad de la piel estaba teniendo efectos negativos en su vida, y lo único que aliviaba las molestias que sufría eran los baños calientes en los que pasaba gran parte del día escribiendo las publicaciones siguientes de L'Ami du peuple. Marat estaba en su bañera el 13 de julio de 1793 cuando una mujer que afirmaba ser una mensajera proveniente de Caen (donde los girondinos huidos intentaban ganar una base en Normandía) solicitó entrar en su cuarto.
Marat dejó que entrara, le preguntó los nombres de quienes la enviaban y, tras apuntar sus nombres, presuntamente dijo: «Serán todos guillotinados». Otra versión cuenta que Charlotte Corday nunca le dio la lista y solo atinó a asesinarlo. Corday sacó un cuchillo comprado horas antes en una tienda, al otro lado de la calle, y le apuñaló en el pecho. Marat gritó: «A moi, ma chère amie!» («¡A mí, mi querida amiga!») y murió. Corday era girondina, y su acción provocó represalias, en las que cientos de adversarios de los jacobinos (tanto monárquicos como girondinos) fueron ejecutados bajo los cargos de traición. La misma Corday fue guillotinada el 17 de julio de 1793 por el asesinato de Marat.

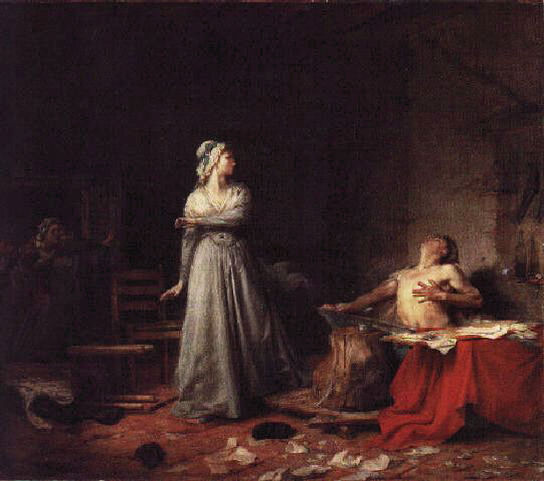
La muerte de Marat, por Santiago Rebull, 1875.

Su asesinato sirvió para engrandecer su imagen entre las capas más pobres de la sociedad, que lo identificaron como a un mártir de la Revolución. Su cadáver cubierto con una sábana excepto la zona de la herida fue colocado en el Salón de los Espectáculos, donde tenían lugar las sesiones. Toda la Convención Nacional acudió al funeral y el pueblo en masa portando antorchas acompañó a la procesión hasta el cementerio. Durante las semanas siguientes, se hicieron cientos de tributos al «Amigo del Pueblo» por toda Francia y se inauguraron estatuas del mártir por todas partes. Cuando los jacobinos iniciaron sus campañas de descristianización deísta, Marat fue casi santificado, y su busto sustituía a menudo a los crucifijos en las antiguas iglesias de París.
La República jacobina lo elogió con el siguiente texto:

Como Jesús, Marat amó ardientemente al pueblo y nada más que a él. Como Jesús, Marat odió a los reyes, los nobles, los sacerdotes, los ricos, a los mediocres, y como Jesús, no dejó de combatir estas pestes de la sociedad.

Fue objeto, por parte de los sans-culottes, de un auténtico culto, que sobrevivió al Terror, simbolizado por el famoso cuadro La muerte de Marat, de Jacques-Louis David, y consagrado por el traslado de su cuerpo al Panteón el 21 de septiembre de 1794. Pero la reacción termidoriana le convirtió en símbolo de los excesos revolucionarios: el 9 de enero de 1795 su busto fue retirado de la Convención y, en febrero del mismo año, su mausoleo fue destruido y sus restos abandonaban de nuevo el Panteón por el cementerio de Sainte-Geneviève mientras sus estatuas y bustos eran derribados.

## Obras

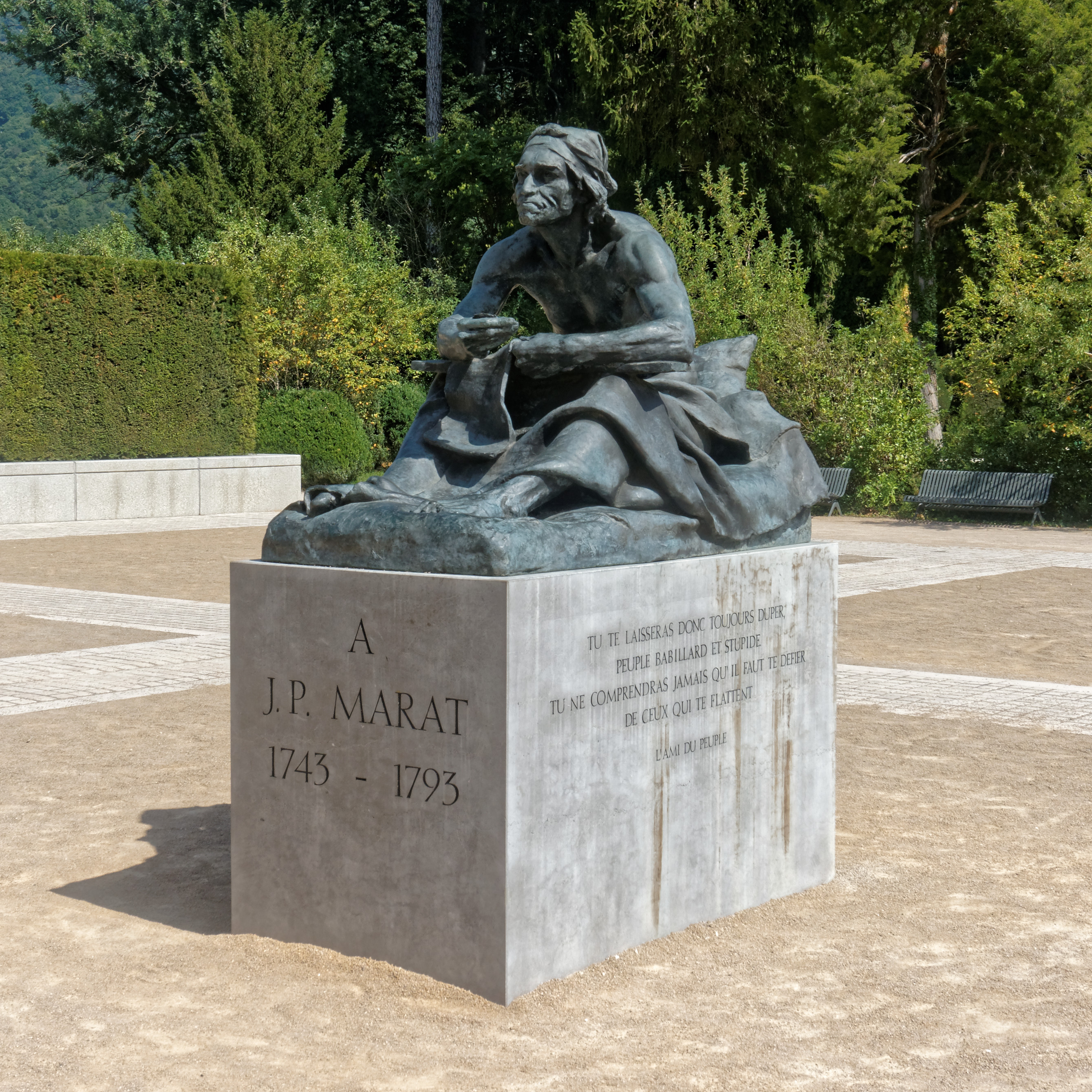
Escultura de Marat frente a la entrada del museo de la Revolución francesa.

Aparte de las obras mencionadas anteriormente, Marat escribió:
- Recherches physiques sur electricité (1782)
- Recherches sur electricité medicate (1783)
- Notions elementaires d'optique (1764)
- Lettres de l'observateur Bon Sens a M. de M sur la fatale catastrophe des infortunes Pilatre de Rozier et Ronzain, les aeronautes et l'arostation (1785)
- Observations de M. l'amateur Avec à M. l’abbé Sans (1785)
- Eloge de Montesquieu (1785), publicado en 1883 por M. de Bresetz
- Les Charlatans modernes, ou lettres sur le charlatanisme academique (1791)
- Les Aventures du comte Potowski (publicado en 1847 por Paul Lacroix)
- Lettres polonaises (inédito).

### Traducciones
- Jean-Paul Marat. Textos escogidos. Barcelona: Labor, 1973.
- Plan de Legislación Criminal. Buenos Aires: Hammurabi, 2000. ISBN 950-741-094-5.

## Cultura popular

### Cine
| Año  | Título                     | Director                          | Actor                |
| ---- | -------------------------- | --------------------------------- | -------------------- |
| 1927 | Napoleón                   | Abel Gance                        | Antonin Artaud       |
| 1967 | Marat/Sade                 | Peter Brook                       | Ian Richardson       |
| 1989 | Historia de una revolución | Roberto Enrico Richard T. Heffron | Vittorio Mezzogiorno |

### Teatro
- Marat/Sade (título abreviado de la obra Persecución y asesinato de Jean-Paul Marat representada por el grupo teatral de la casa de salud mental de Charenton bajo la dirección del Marqués de Sade), de Peter Weiss, 1964.